# Kedveshegy
Kedveshegy (horvátul: Dragoslavec) falu Horvátországban, Muraköz megyében. Közigazgatásilag Víziszentgyörgy község része.

## Fekvése
Csáktornyától 11 km-re északnyugatra a Muraközi-dombság területén fekszik.

## Története
A települést 1478-ban "Dragislawecz" néven említik először. A csáktornyai uradalomhoz tartozott. 1477-ben Hunyadi Mátyás király Ernuszt János budai nagykereskedőnek és bankárnak adományozta, aki megkapta a horvát báni címet is.
A csáktornyai uradalom részeként területe 1546-ban I. Ferdinánd király adományából a Zrínyieké lett. Miután Zrínyi Pétert 1671-ben felségárulás vádjával halálra ítélték és kivégezték minden birtokát elkobozták, így a birtok a kincstáré lett. III. Károly a Muraközzel együtt 1719-ben szolgálatai jutalmául elajándékozta Althan Mihály János cseh nemesnek. 1791-ben gróf Festetics György vásárolta meg és ezután 132 évig a tolnai Festeticsek birtoka volt.
1920 előtt Zala vármegye Csáktornyai járásához tartozott. 1941 és 1944 között ismét Magyarországhoz tartozott. 2001-ben 460 lakosa volt.

## Nevezetességei
A településen egy, a kis útikápolnák korai típusához tartozó kápolna áll.

## Külső hivatkozások
- Víziszentgyörgy község hivatalos oldala
- A víziszentgyörgyi plébánia honlapja
- Horvátország kulturális  emlékei